# Enterolobium contortisiliqum
Enterolobium contortisiliqum är en ärtväxtart som först beskrevs av Vell., och fick sitt nu gällande namn av Thomas Morong. Enterolobium contortisiliqum ingår i släktet Enterolobium och familjen ärtväxter. Inga underarter finns listade i Catalogue of Life.